# Square-1

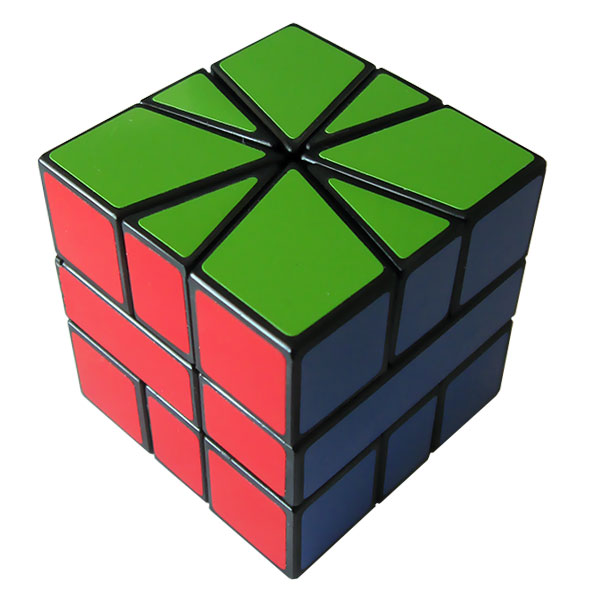
Square-1

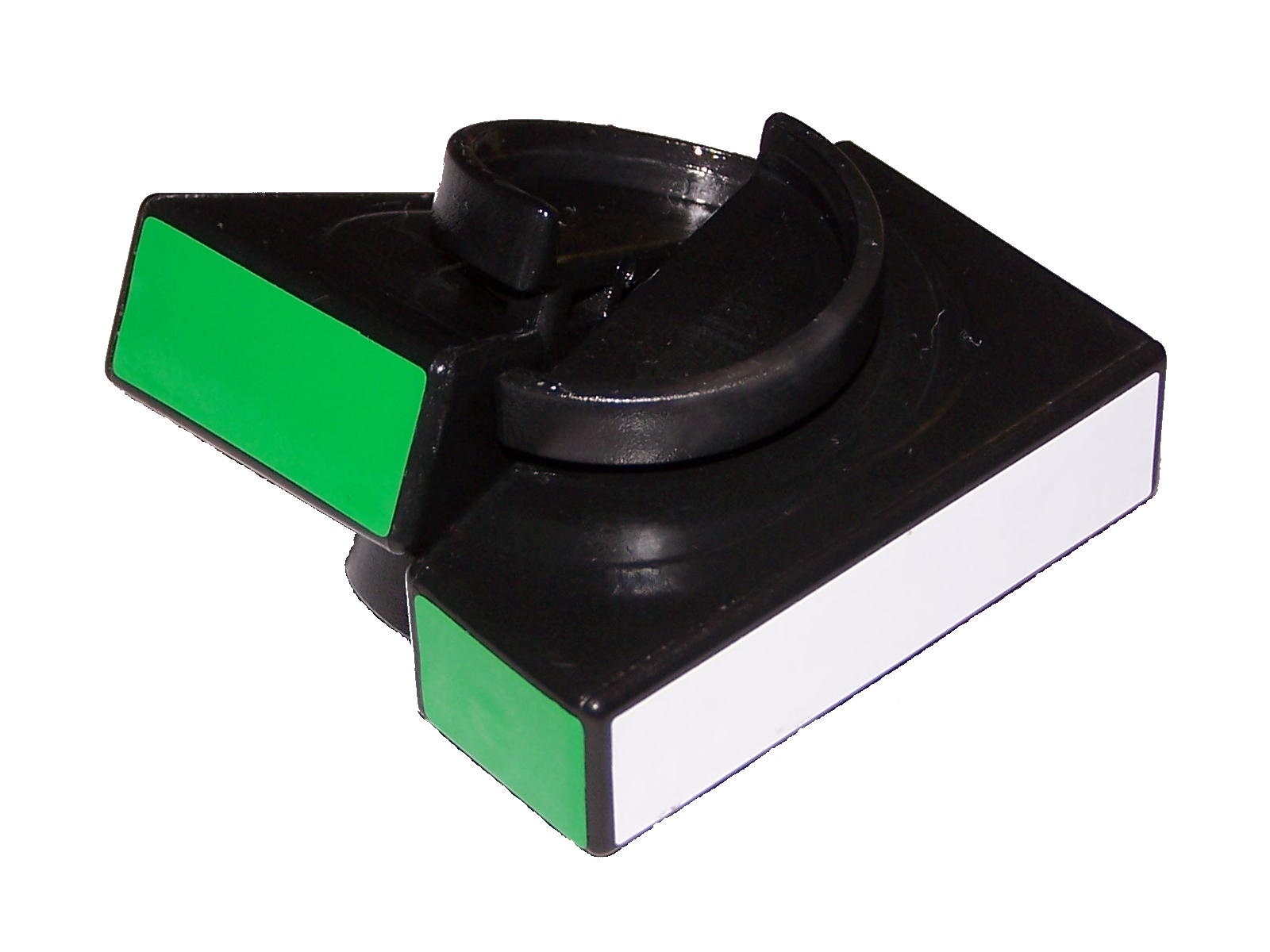
中間層零件

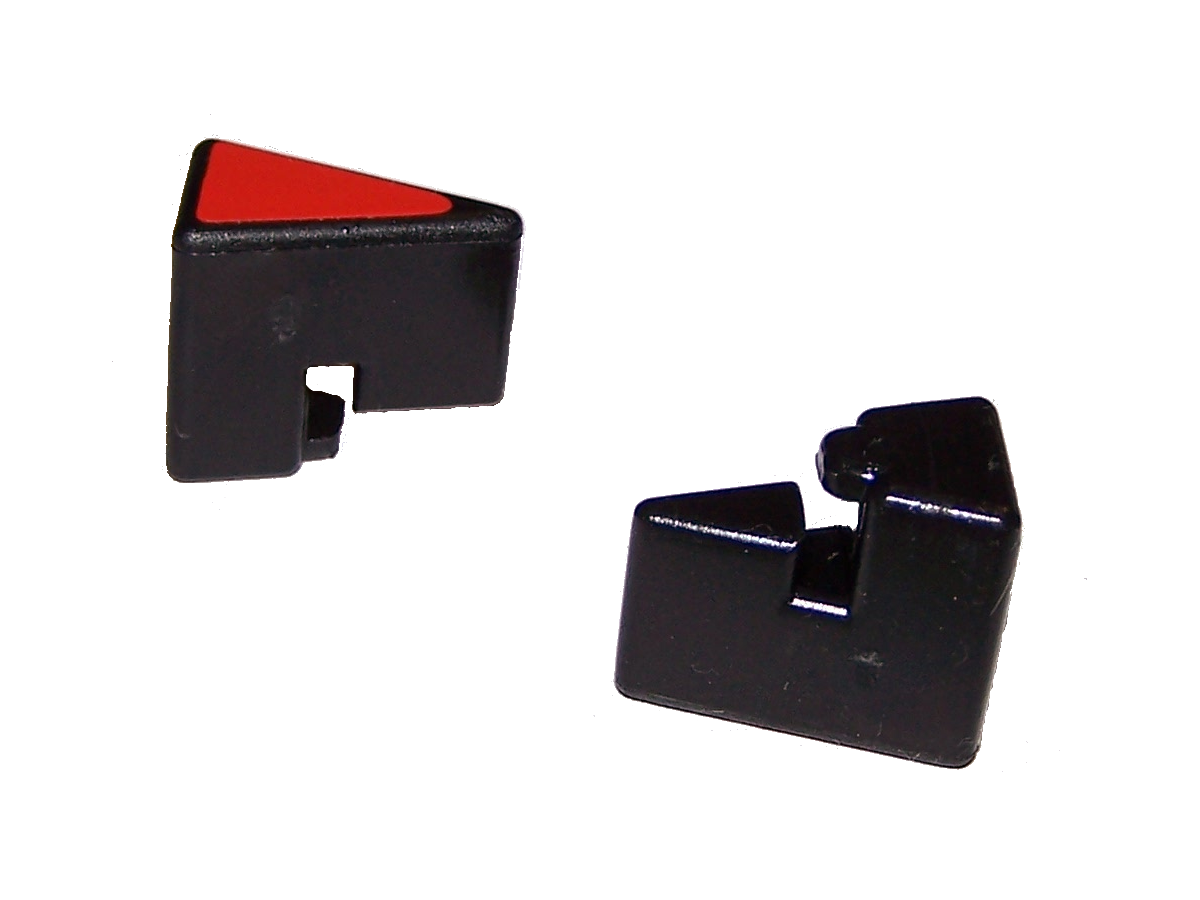
三角塊零件

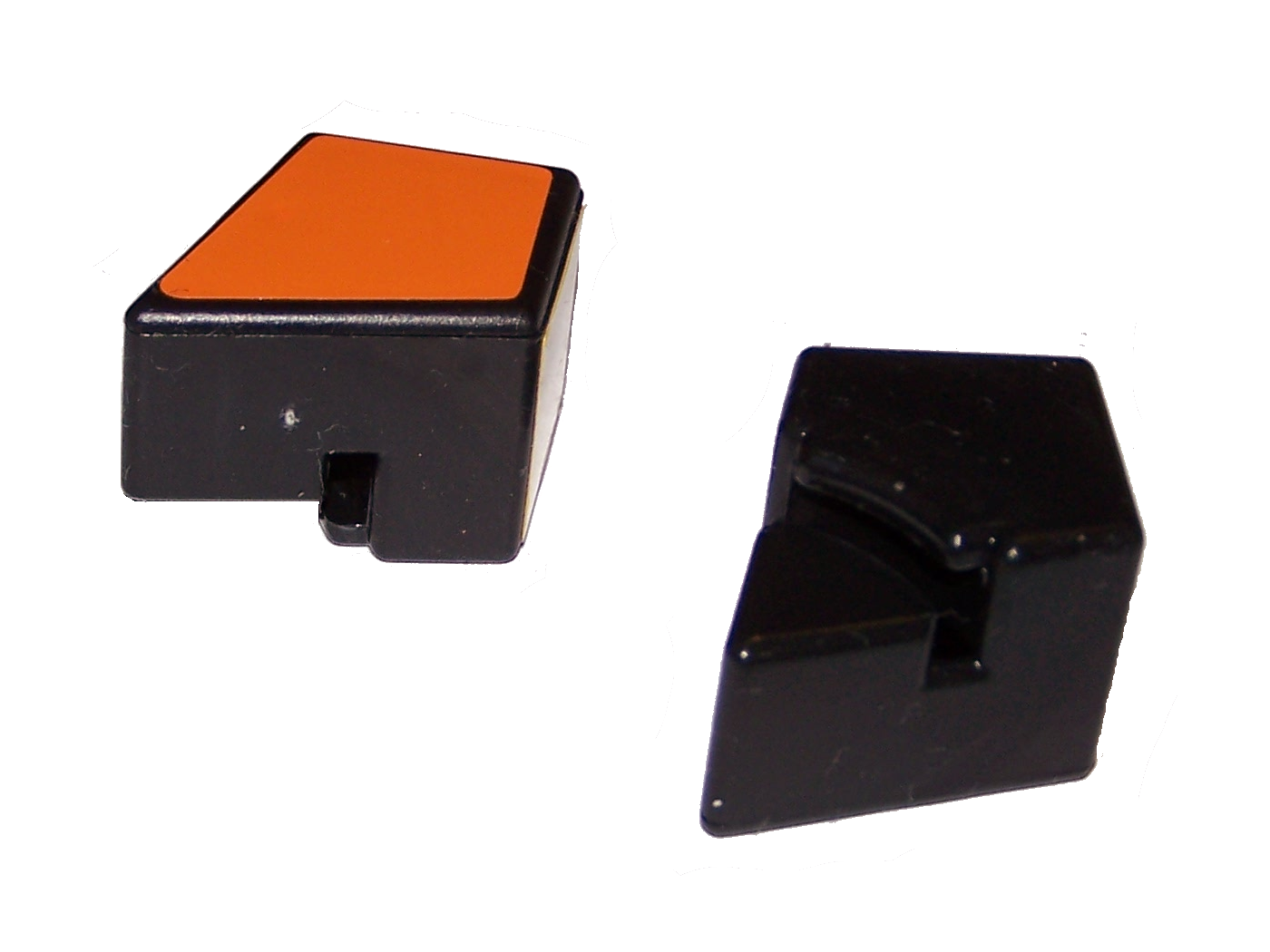
風箏塊零件

Square-1，是扭計骰類型的玩具，是由和在1992年共同发明的。它与其他魔方很大的不同点就是在转动的时候会改变形状，这也是它拥有非凡难度和魅力的原因之一。截至2024年8月，最快的還原紀錄是由的3.41秒（單次），與Sameer Aggarwal的4.63秒（平均）。

## 历史
Square-1的原名叫作，最初则被称为“Cube 21”。在1993年3月16日，Square-1魔方在美国被注册为专利，专利号为US5,193,809。外观设计也于1993年10月5日申请专利，专利号为D340,093。

## 简介
Square-1魔方為立方體，分为三层。顶层和底层都有鷂形（风筝）块和三角块，它们也被称为角块和边块。整个魔方总共有8个角块和8个边块。相对于层的中间来讲，角块指向中心的角为60度，边块的为30度。
中间层由两个梯形组成，兩個梯形塊處於平衡的狀態，组合在一起会形成一个六边形或者正方形。最頂和最底的兩層可以橫向轉動。只有在最頂和最底的兩層對齊的時候，Square-1才可以垂直旋轉，交換上下層的其中一邊的塊。这样重复几次之后魔方就会被打乱。由于角块的宽度为边的两倍，所以两者能紧密结合，两个边块联合在一起能替换一个角块，反之亦然。从而Square-1可以产生非常怪异的形状。
只有当顶层和底层均含有四个边块和四个角块并且已经到达正确位置，而且中层的形状为正方形时候，Square-1才算完成复原。但是由于中层只能形成两种形状，有很多种方法可以使中层变换形状而不影响到其他的块。
和其他魔方玩具一样，Square-1每一面都有自己的颜色。所以魔方完成状态不应该只是形状完成（還原為立方體），颜色也要对准。当魔方到达完成状态的时候，从魔方正中心的“Square-1”字样看去，颜色应该是这样排布的：顶层白色、底层绿色、正对面黄色、左面红色、右面橘色、背面为蓝色。
事实上，不同年代生产的Square-1魔方有不同的配色。上述颜色是官方配色。

## 解法
对于Square-1来说，有很多种非常优秀的解法。有一些解法是最基本的一层一层解决，有一些则是先恢复角块然后是边块的方法。尽管每一种方法使用的方式各不相同，大多数都是先将魔方的形状复原，再解决颜色问题。
大多数的解法都使用了大量的“特殊操作”。有很多移动几个块而不影响其他块状态的公式。比如交换两个块或者三个块互换位置的情况。

## 变换

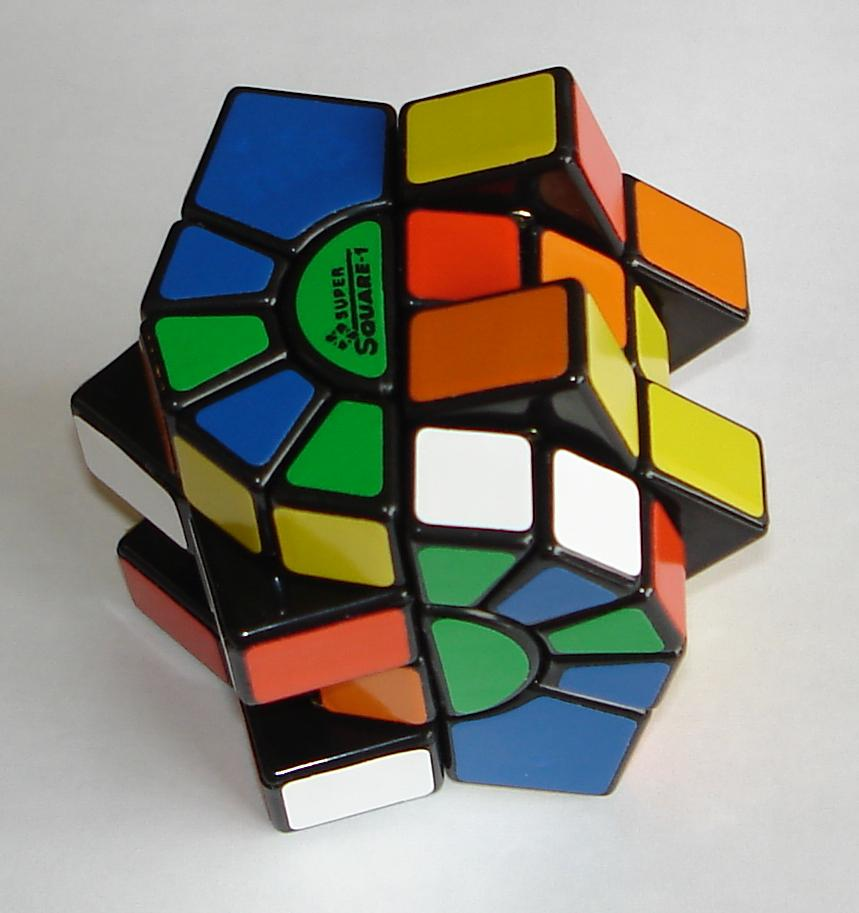
比Square-1更复杂的Super Square-1

经过计算，Square-1总共能变化出{\displaystyle 170\times 2\times 8!\times 8!=552,738,816,000}种状态。
如果不计算状态相同而方向不同的种类数，应该是{\displaystyle 15!/3=435,891,456,000}种状态。